# Лебедянский район
Лебедя́нский райо́н — административно-территориальная единица в Липецкой области России. В границах района образован одноимённый муниципальный район.
Административный центр — город Лебедянь.

## География
Площадь 1420 км². Район граничит с Тульской областью, а также с Липецким, Данковским, Лев-Толстовским, Добровским, Краснинским и Задонским районами Липецкой области.
Основные реки — Дон, Красивая Меча.

## История
Лебедянский уезд был образован в 1779 году в составе Тамбовского наместничества (с 1796 года — Тамбовской губернии). В 1924 году уезд был упразднен, его территория вошла в состав Липецкого уезда.
После того, как Пётр I своим указом от 18 (29) декабря 1708 года разделил Россию на 8 губерний, Лебедянь и большая часть современного Лебедянского района была приписана к Азовской губернии (переименованной 22 апреля (3 мая) 1725 года в Воронежскую). Новый указ императора от 29 мая (9 июня) 1719 года ввёл деление губерний на провинции, и Лебедянь вошла в состав Елецкой провинции данной губернии.
В 1826 году тут был открыт первый в России ипподром и основано Лебедянское скаковое общество, членами которого стали видные коннозаводчики со всей России. В 1847 году было учреждено Лебедянское общество сельского хозяйства, оставившее глубокий след в истории агрономической науки страны и ставшее колыбелью основных проектов реформы 1861 года.
30 июля 1928 года в связи с упразднением деления  на губернии и уезды в составе Центрально-Чернозёмной области (ЦЧО) был образован Лебедянский район. Изначально он входил в Елецкий округ, упразднённый по постановлению от 23 июля 1930 года. После разделения ЦЧО 31 декабря 1934 года вошёл в состав Воронежской, а 26 сентября 1937 года — во вновь образованную Рязанскую область. После образования 6 января 1954 года Липецкой области включён в её состав.

## Население
| 1939    | 1959    | 1970    | 1979    | 1989    | 2002    | 2006    |
| ------- | ------- | ------- | ------- | ------- | ------- | ------- |
| 50 469  | ↘39 680 | ↗52 685 | ↘47 547 | ↘46 250 | ↗46 644 | ↘43 900 |
| 2009    | 2010    | 2011    | 2012    | 2013    | 2014    | 2015    |
| ↘42 167 | ↗43 178 | ↘43 051 | ↘42 416 | ↘41 678 | ↘41 083 | ↘40 824 |
| 2016    | 2017    | 2018    | 2021    |         |         |         |
| ↘40 209 | ↘39 297 | ↘38 701 | ↗40 686 |         |         |         |

### Урбанизация
В городских условиях (город Лебедянь) проживают 49,28 % населения района.

### Национальный состав
По итогам переписи населения 2020 года проживали следующие национальности (национальности менее 0,1 % и другое, см. в сноске к строке «Другие»):
| Национальность | Численность, чел. | Доля     |
| -------------- | ----------------- | -------- |
| Русские        | 39 195            | 96,34 %  |
| Азербайджанцы  | 181               | 0,44 %   |
| Украинцы       | 142               | 0,35 %   |
| Армяне         | 134               | 0,33 %   |
| Таджики        | 113               | 0,28 %   |
| Узбеки         | 69                | 0,17 %   |
| Татары         | 50                | 0,12 %   |
| Аварцы         | 43                | 0,11 %   |
| Другие         | 759               | 1,86 %   |
| Итого          | 40 686            | 100,00 % |

## Административно-муниципальное устройство
Лебедянский район, в рамках административно-территориального устройства области, включает 16 административно-территориальных единиц, в том числе 1 город районного значения и 15 сельсоветов.
Лебедянский район включает одно городское и 15 сельских поселений:
| №        | Муниципальное образование   | Административный центр        | Количество населённых пунктов | Население, чел. | Площадь, км² |
| -------- | --------------------------- | ----------------------------- | ----------------------------- | --------------- | ------------ |
| 1e-06    | Городское поселение:        |                               |                               |                 |              |
| 1        | город Лебедянь              | город Лебедянь                | 1                             | ↗20 049         | 17,98        |
| 1.000002 | Сельские поселения:         |                               |                               |                 |              |
| 2        | Агрономовский сельсовет     | посёлок совхоза Агроном       | 4                             | ↗3033           | 82,60        |
| 3        | Большеизбищенский сельсовет | село Большие Избищи           | 3                             | ↗1514           | 107,97       |
| 4        | Большепоповский сельсовет   | село Большое Попово           | 8                             | ↗2053           | 100,96       |
| 5        | Волотовский сельсовет       | село Волотово                 | 3                             | ↗1046           | 61,68        |
| 6        | Вязовский сельсовет         | село Вязово                   | 9                             | ↗701            | 114,50       |
| 7        | Докторовский сельсовет      | село Докторово                | 2                             | ↗644            | 69,13        |
| 8        | Кузнецкий сельсовет         | слобода Пушкаро-Кладбищенская | 8                             | ↗645            | 93,13        |
| 9        | Куйманский сельсовет        | село Куймань                  | 5                             | ↗1610           | 201,12       |
| 10       | Куликовский сельсовет       | село Вторая Куликовка         | 7                             | ↘689            | 67,30        |
| 11       | Ольховский сельсовет        | село Ольховец                 | 5                             | ↗1926           | 114,46       |
| 12       | Покрово-Казацкий сельсовет  | слобода Покрово-Казацкая      | 5                             | ↘2532           | 69,30        |
| 13       | Слободской сельсовет        | село Слободка                 | 8                             | ↘628            | 76,92        |
| 14       | Троекуровский сельсовет     | село Троекурово               | 8                             | ↘2529           | 99,49        |
| 15       | Шовский сельсовет           | село Шовское                  | 6                             | ↗717            | 93,02        |
| 16       | Яблоневский сельсовет       | село Яблонево                 | 7                             | ↘370            | 74,80        |

1 октября 2017 года Павловский сельсовет был включён в Куйманский сельсовет.

## Населённые пункты

Стела на границе с Липецким районом

Распределение населения района:
 Лебедянь (49,28 %) Агроном  (6,85 %) Покрово-Казацкая (5,72 %) Троекурово  (4,77 %) Посёлок Сахарного Завода (2,86 %) Остальные (30,52 %)
В Лебедянском районе 89 населённых пунктов.
| №  | Населённый пункт         | Тип             | Население | Муниципальное образование   |
| -- | ------------------------ | --------------- | --------- | --------------------------- |
| 1  | Агроном                  | посёлок совхоза | 2786      | Агрономовский сельсовет     |
| 2  | Андреевка                | деревня         | 2         | Куйманский сельсовет        |
| 3  | Бибиково                 | деревня         | 27        | Яблоневский сельсовет       |
| 4  | Бобыли                   | деревня         | 10        | Покрово-Казацкий сельсовет  |
| 5  | Большие Избищи           | село            | 495       | Большеизбищенский сельсовет |
| 6  | Большое Попово           | село            | 705       | Большепоповский сельсовет   |
| 7  | Большой Верх             | деревня         | 225       | Яблоневский сельсовет       |
| 8  | Буравцева                | деревня         | 16        | Яблоневский сельсовет       |
| 9  | Васильевка               | деревня         | 97        | Волотовский сельсовет       |
| 10 | Васильевская Пустошь     | деревня         | 10        | Слободской сельсовет        |
| 11 | Волотово                 | село            | 596       | Волотовский сельсовет       |
| 12 | Волотовские Дворики      | деревня         | 6         | Большепоповский сельсовет   |
| 13 | Волотовские Озерки       | деревня         | 1         | Большепоповский сельсовет   |
| 14 | Вторая Куликовка         | село            | 438       | Куликовский сельсовет       |
| 15 | Второе Троекурово        | село            | 94        | Троекуровский сельсовет     |
| 16 | Вязова Вершина           | деревня         | ↘0        | Вязовский сельсовет         |
| 17 | Вязово                   | село            | 256       | Вязовский сельсовет         |
| 18 | Грязновка                | село            | 264       | Куйманский сельсовет        |
| 19 | Губино                   | село            | 297       | Агрономовский сельсовет     |
| 20 | Докторово                | село            | ↘396      | Докторовский сельсовет      |
| 21 | Донские Избищи           | село            | ↘237      | Куликовский сельсовет       |
| 22 | Дубинино                 | деревня         | 6         | Вязовский сельсовет         |
| 23 | Дубровка                 | деревня         | 41        | Куликовский сельсовет       |
| 24 | Зуево                    | деревня         | 9         | Вязовский сельсовет         |
| 25 | Инициатор                | посёлок         | 156       | Шовский сельсовет           |
| 26 | Иншаковка                | деревня         | 16        | Троекуровский сельсовет     |
| 27 | Искра                    | посёлок         | 11        | Шовский сельсовет           |
| 28 | Калининский              | посёлок         | 15        | Слободской сельсовет        |
| 29 | Калиновка                | деревня         | 32        | Большепоповский сельсовет   |
| 30 | Калиновка                | деревня         | 0         | Кузнецкий сельсовет         |
| 31 | Каменная Лубна           | село            | ↘272      | Докторовский сельсовет      |
| 32 | Картавцево               | деревня         | 1         | Шовский сельсовет           |
| 33 | Катениха                 | деревня         | 220       | Троекуровский сельсовет     |
| 34 | Ключи                    | деревня         | 27        | Куликовский сельсовет       |
| 35 | Кочетовка                | деревня         | 0         | Шовский сельсовет           |
| 36 | Красивая Меча            | деревня         | 0         | Большепоповский сельсовет   |
| 37 | Красновка                | деревня         | 0         | Кузнецкий сельсовет         |
| 38 | Крутое                   | село            | 74        | Покрово-Казацкий сельсовет  |
| 39 | Куймань                  | село            | 857       | Куйманский сельсовет        |
| 40 | Культура                 | посёлок         | 257       | Шовский сельсовет           |
| 41 | Курапово                 | село            | 347       | Троекуровский сельсовет     |
| 42 | Лебедянь                 | город           | ↗20 049   | город Лебедянь              |
| 43 | Малые Иншаки             | деревня         | 30        | Кузнецкий сельсовет         |
| 44 | Медведево                | деревня         | 117       | Слободской сельсовет        |
| 45 | Михайловка               | село            | 296       | Большеизбищенский сельсовет |
| 46 | Мокрое                   | село            | 667       | Большеизбищенский сельсовет |
| 47 | Мочилки                  | деревня         | 14        | Слободской сельсовет        |
| 48 | Надеждино                | деревня         | 20        | Кузнецкий сельсовет         |
| 49 | Нижнебрусланово          | деревня         | 179       | Троекуровский сельсовет     |
| 50 | Новое Ракитино           | село            | 430       | Ольховский сельсовет        |
| 51 | Новый Копыл              | деревня         | 7         | Слободской сельсовет        |
| 52 | Ольховец                 | село            | 949       | Ольховский сельсовет        |
| 53 | Осиново                  | деревня         | 22        | Яблоневский сельсовет       |
| 54 | Павелка                  | село            | 281       | Куйманский сельсовет        |
| 55 | Павловское               | село            | 119       | Куйманский сельсовет        |
| 56 | Парлово                  | деревня         | 14        | Куликовский сельсовет       |
| 57 | Первая Куликовка         | деревня         | 19        | Куликовский сельсовет       |
| 58 | Петровские Выселки       | деревня         | 20        | Слободской сельсовет        |
| 59 | Покровка                 | деревня         | 0         | Вязовский сельсовет         |
| 60 | Покрово-Инвалидная       | слобода         | 629       | Покрово-Казацкий сельсовет  |
| 61 | Покрово-Казацкая         | слобода         | 2329      | Покрово-Казацкий сельсовет  |
| 62 | Посёлок Сахарного Завода | посёлок         | 1162      | Большепоповский сельсовет   |
| 63 | Пробуждение              | деревня         | 5         | Вязовский сельсовет         |
| 64 | Пушкаро-Кладбищенская    | слобода         | 350       | Кузнецкий сельсовет         |
| 65 | Романово                 | село            | 604       | Ольховский сельсовет        |
| 66 | Савинки                  | деревня         | 283       | Троекуровский сельсовет     |
| 67 | Сезеново                 | село            | 178       | Вязовский сельсовет         |
| 68 | Сезеново Первое          | деревня         | 4         | Вязовский сельсовет         |
| 69 | Селище                   | деревня         | 52        | Ольховский сельсовет        |
| 70 | Семицкое                 | деревня         | 0         | Покрово-Казацкий сельсовет  |
| 71 | Сибильда                 | деревня         | 108       | Агрономовский сельсовет     |
| 72 | Слободка                 | село            | 286       | Слободской сельсовет        |
| 73 | Старое Ракитино          | село            | 90        | Кузнецкий сельсовет         |
| 74 | Старый Копыл             | село            | 283       | Слободской сельсовет        |
| 75 | Степановка               | деревня         | 13        | Куликовский сельсовет       |
| 76 | Стрельниковский          | посёлок         | 0         | Яблоневский сельсовет       |
| 77 | Сурки                    | село            | 230       | Вязовский сельсовет         |
| 78 | Тёплое                   | село            | 224       | Большепоповский сельсовет   |
| 79 | Тихий Дон                | посёлок         | 1         | Ольховский сельсовет        |
| 80 | Томилино                 | деревня         | 0         | Кузнецкий сельсовет         |
| 81 | Троекурово               | село            | 1940      | Троекуровский сельсовет     |
| 82 | Тютчево                  | село            | 16        | Троекуровский сельсовет     |
| 83 | Хмелевка                 | деревня         | 12        | Большепоповский сельсовет   |
| 84 | Хорошовка                | село            | ↘132      | Кузнецкий сельсовет         |
| 85 | Хрущёвка                 | деревня         | 7         | Яблоневский сельсовет       |
| 86 | Черепянь                 | село            | 287       | Волотовский сельсовет       |
| 87 | Шовское                  | село            | 272       | Шовский сельсовет           |
| 88 | Яблонево                 | село            | 153       | Яблоневский сельсовет       |
| 89 | Яблоновая Голова         | деревня         | 33        | Агрономовский сельсовет     |

## Официальные символы района
Герб Лебедянского района утверждён решением Лебедянского районного Совета депутатов № 238 от 25 ноября 2003 года.
Флаг Лебедянского района утверждён решением Лебедянского районного Совета депутатов № 239 от 25 ноября 2003 года.

## Экономика
На территории района действуют:
- 7 крупных промышленных предприятий;
- 12 предприятий агропромышленного комплекса;
- около 1700 субъектов малого бизнеса;
- 6 банков.

Потребительский рынок включает 252 магазинов, 51 павильона и киоска, 65 предприятий общественного питания, 1 универсальный рынок, 2 ярмарки, 60 объектов бытового обслуживания.

## Транспорт
По состоянию на 7 декабря 2016 года действует 20 внутрирайонных регулярных автобусных маршрутов.